# Allaxitheca
Allaxitheca là một chi bướm đêm thuộc họ Geometridae.